# Pancoloides litoralis
Pancoloides litoralis är en kräftdjursart som först beskrevs av Ernst Vanhöffen 1914.  Pancoloides litoralis ingår i släktet Pancoloides och familjen Tanaidae. Inga underarter finns listade i Catalogue of Life.